# Бренет, Джошуа
Джошуа Бренет (нидерл. Joshua Brenet; род. 20 марта 1994, Керкраде, Лимбург) — нидерландский и кюрасаонский футболист, защитник клуба «Эр-Райян» и сборной Кюрасао.
Выступал за сборную Нидерландов.

## Клубная карьера

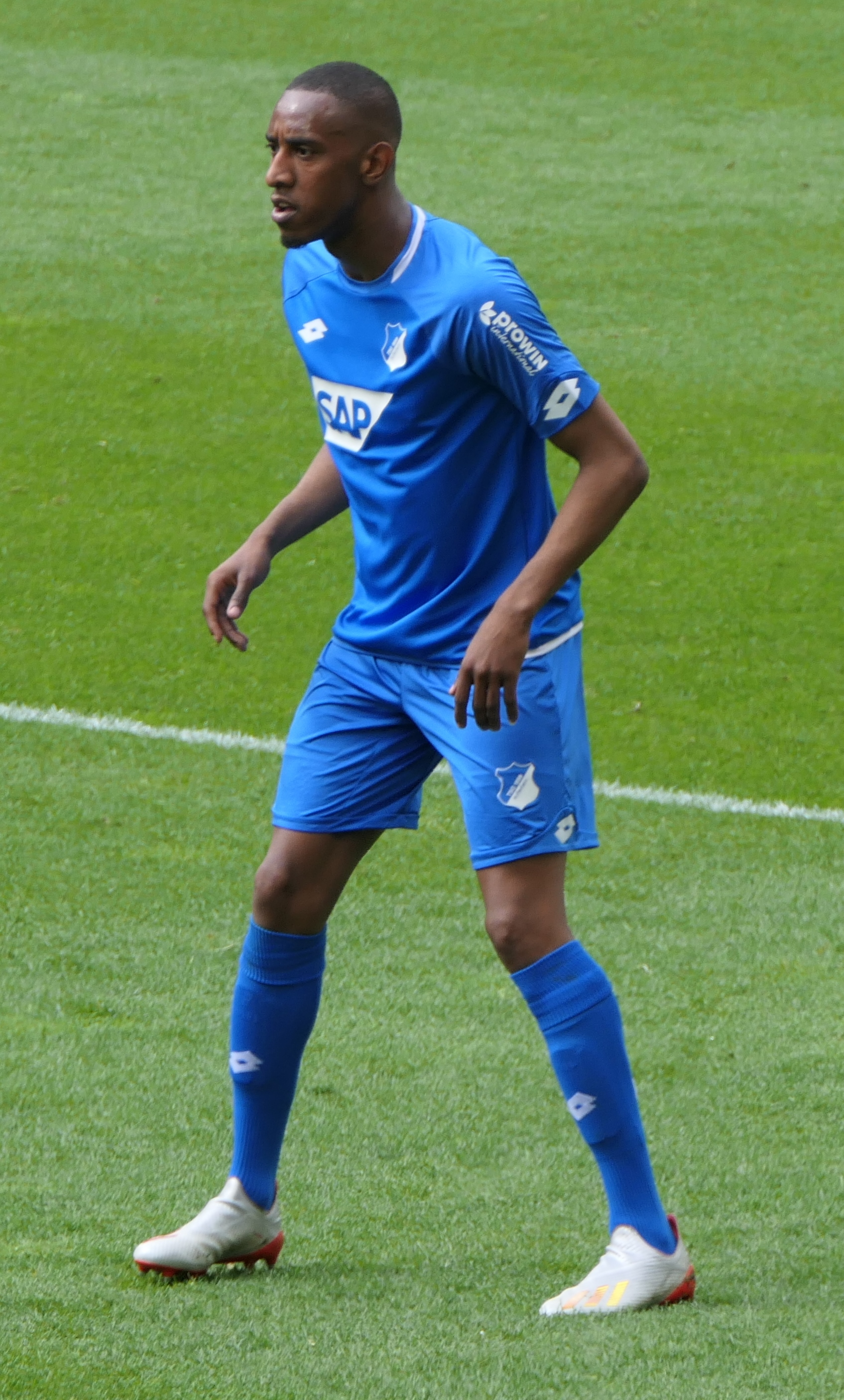
Бренет в составе «Хоффенхайма»

Бренет начинал играть в футбол в Херлене, где он жил до двенадцати лет. Позже он выступал за юношеские команды «Рода», «Омниворлд», АСВ «Ватервейк» и «Зебюргия».
В 2011 году стал выступать за молодёжный состав ПСВ из Эйндховена. 6 декабря 2012 года в поединке Лиги Европы против итальянского «Наполи» Джошуа дебютировал за команду. 17 августа 2013 года в матче против «Гоу Эхед Иглз» он дебютировал в Эредивизи, заменив Сантьяго Ариаса. 10 апреля 2015 года в матче против «Зволле» Джошуа забил свой первый гол. В 2015 году выиграл чемпионат и стал обладателем Суперкубка Нидерландов в составе ПСВ.
24 мая 2018 года подписал 4-летний контракт с «Хоффенхаймом». 22 сентября в матче против дортмундской «Боруссии» он дебютировал в Бундеслиге. 25 сентября в поединке против «Ганновер 96» Джошуа забил свой первый гол за «Хоффенхайм».
31 января 2022 года перешёл в «Твенте», подписав с клубом контракт до конца сезона. 11 июля 2022 года подписал с «Твенте» новый двухлетний контракт.

## Международная карьера
9 ноября 2016 года в товарищеском матче против сборной Бельгии Бренет дебютировал за сборную Нидерландов, заменив во втором тайме Дэви Классена.

## Статистика

### Матчи Бренета за сборную Нидерландов
| Матчи Бренета за сборную Нидерландов | Матчи Бренета за сборную Нидерландов | Матчи Бренета за сборную Нидерландов | Матчи Бренета за сборную Нидерландов | Матчи Бренета за сборную Нидерландов | Матчи Бренета за сборную Нидерландов |
| ------------------------------------ | ------------------------------------ | ------------------------------------ | ------------------------------------ | ------------------------------------ | ------------------------------------ |
| №                                    | Дата                                 | Соперник                             | Счёт                                 | Голы Бренета                         | Соревнование                         |
| 1                                    | 9 ноября 2016                        | Бельгия                              | 1:1                                  | —                                    | Товарищеский матч                    |
| 2                                    | 13 ноября 2016                       | Люксембург                           | 3:1                                  | —                                    | Чемпионат мира 2018 (отбор)          |

Итого: 2 матча / 0 голов; 1 победа, 1 ничья, 0 поражений.

## Достижения
ПСВ
- Чемпион Нидерландов — 2014/15, 2015/16
- Обладатель Суперкубка Нидерландов — 2015, 2016